# Bradyctena trychnoptila
Bradyctena trychnoptila là một loài bướm đêm trong họ Geometridae.